# Gary Burton & Keith Jarrett
| Recensione | Giudizio |
| ---------- | -------- |
| AllMusic   |          |

Gary Burton & Keith Jarrett è un album in studio collaborativo del vibrafonista Gary Burton e del pianista Keith Jarrett, pubblicato nel marzo del 1971.

## Tracce

### LP
Lato A
1. Grow Your Own – 4:51 (musica: Keith Jarrett)
2. Moonchild/In Your Quiet Place – 7:19 (musica: Keith Jarrett)
3. Como en Vietnam – 7:02 (musica: Steve Swallow)

Lato B
1. Fortune Smiles – 8:28 (musica: Keith Jarrett)
2. The Raven Speaks – 8:15 (musica: Keith Jarrett)

## Formazione
- Gary Burton – vibrafono
- Keith Jarrett – piano, pianoforte elettrico, sassofono soprano
- Sam Brown – chitarra
- Steve Swallow – basso
- Bill Goodwin – batteria

Note aggiuntive
- Joel Dorn – produttore
- Registrazioni effettuate al "A & R Recording Studios" di New York City, New York
- Dave Sanders – ingegnere delle registrazioni
- Lewis Hahn – ingegnere del remixaggio
- D. H. Burton – foto copertina album
- Hal Adishian – design copertina [4]